# Włodzimierz Mazur
Włodzimierz Mazur (Opatów, 1954. április 14. – 1988. december 1.) lengyel válogatott labdarúgó.
A lengyel válogatott tagjaként részt vett az 1978-as világbajnokságon.

## Pályafutása

### Klubcsapatokban
1973 és 1983 között a Zagłębie Sosnowiec csapatában játszott. Ez idő alatt kétszer is lengyel kupagyőztes (1977 és 1978), 1977-ben pedig 17 góllal a lengyel Ekstraklasa gólkirálya volt. 1983-ban Franciaországba igazolt a Stade Rennebe. Itt 1985-ig játszott. Az 1985–86-os szezonban rövid ideig ismét a Zagłębie Sosnowiecben szerepelt. A futballpályafutása befejezése után edzőként dolgozott.

### A válogatottban
A lengyel válogatottban 1976 és 1982 között összesen 23 alkalommal lépett pályára, és 3 gólt szerzett. 1976. október 31-én játszott először Varsóban Ciprus ellen (5–0), utolsó mérkőzését 1982. október 10-én Lisszabonban játszotta Portugália ellen (1–2).

## Sikerei, díjai
Zagłębie Sosnowiec
- Lengyel kupa (2): 1977, 1978

Egyéni
- A lengyel bajnokság gólkirálya (1): 1976–77 (17 gól)

## Fordítás
- Ez a szócikk részben vagy egészben  a   Włodzimierz Mazur című lengyel Wikipédia-szócikk ezen változatának fordításán alapul.  Az eredeti cikk szerkesztőit annak laptörténete sorolja fel. Ez a jelzés csupán a megfogalmazás eredetét és a szerzői jogokat jelzi, nem szolgál a cikkben szereplő információk forrásmegjelöléseként.